# Norma Europea
Las Normas Europeas (sigla EN, del nombre alemán Europäische Norm ("Norma europea")) son estándares técnicos que han sido ratificados por uno de los tres Organismo Europeos de Normalización: El Comité Europeo de Normalización (CEN), el Comité Europeo de Normalización Electrotécnica (CENELEC), o el Instituto Europeo de Normas de Telecomunicaciones (ETSI). Todas las Normas Europeas (ENs) están diseñadas y elaboradas por todas las partes interesadas, a través de procesos transparentes, abiertos, y mediante consenso.
Las normas europeas son un componente clave del Mercado Interior de la Unión Europea. Son cruciales para facilitar el comercio y tener una alta visibilidad entre fabricantes y otros agentes dentro y fuera del territorio europeo. Una norma representa una especificación modelo, una solución técnica sobre la que un mercado puede comerciar.
Las normas europeos tienen que ser adoptadas como normas nacionales en todos estados de miembro de la UE. Esto garantiza que un fabricante tenga un acceso más fácil al mercado de todos estos países europeos cuándo aplica normas europeas. Los países miembro también tienen que eliminar cualquier norma nacional en contradicción con la norma europea: la EN anula cualquier norma nacional en contradicción.

## Numeración y designación
La asignación de números comienza con la norma EN 1 (Estufas para combustibles líquidos, con quemadores de vaporización y conductos de evacuación de humos). Los siguientes números siguen la siguiente convención dependiendo del organismo que los elabore.
| Rango de números      | Comentario |
| --------------------- | --- |
| EN 1 a EN 99          | Trabajo original del Comité Europeo de Normalización (CEN) |
| EN 1000 a EN 1999     | Trabajo original del Comité europeo para Estandarización (CEN) |
| EN 2000 a EN 6999     | Normas preparadas por Asociación de Industrias Aeroespaciales y de Defensa de Europa (ASD STAN) |
| EN 10000 a EN 10999   | Rango de números reservados |
| EN 20000 a EN 29999   | La numeración obsoleta para normas que adoptaban normas internacionales elaboradas por la Organización Internacional de Normalización (ISO). ISO NNNN" devenía "EN 2NNNN", p. ej. ISO 2338 = EN 22338 (actualmente: EN ISO 2338) |
| EN 40000 a EN 49999   | Hace referencia a normas de Tecnologías de la Información IT desarrolladas por CEN o CENELEC. |
| EN 50000 a EN 59999   | Normas CENELEC |
| EN 60000 a EN 69999   | Normas CENELEC basadas en normas de la Comisión Electrotécnica Internacional (IEC), con o sin enmiendas |
| EN 100000 a EN 299999 | Comité de Componentes electrónicos de CENELEC (CECC), documentos para evaluación de calidad para componentes electrónicos |
| EN 300000 a EN 399999 | Estándares del Instituto Europeo de Normas de Telecomunicaciones (ETSI) |

Dado que las normas se actualizan según sea necesario (se revisan aproximadamente cada cinco años), es útil especificar una versión. El año de origen se añade después de la designación de la norma, separado por dos puntos, ejemplo: EN 50126:1999.
Además de la norma antes mencionada EN 1, también hay normas EN ISO con números del 1 al 59999 y normas EN IEC desde 60000 a 79999, así como normas EN fuera de los rangos de número definidos.
Cuándo se adopta una EN por un Organismo Nacional de Normalización a su catálogo de normas, se le concede el estatus de norma nacional (p. ej. la Asociación Española de Normalización (UNE), el Instituto Alemán de Normalización (DIN), Normas Austriacas (ASI), Normas Noruegas (SN)). El nombre es entonces prefijado por la abreviatura concreta para el país (por ejemplo UNE-EN o DIN EN o ASI EN), y se adopta con el código original de la norma europea, p. ej. DIN EN ISO 2338:1998 o ÖNORM EN ISO 9001:2000 O UNE-EN ISO 22301:2019.

## Dónde encontrar las normas europeas
Las Normas Europeas pueden ser encontradas en los Catálogos respectivos de los Organismos de Normalización Europeos (CEN, CENELEC y ETSI). Las adopciones nacionales de las Normas Europeas pueden ser encontradas en los catálogos de los respectivos Organismos de Normalización Nacionales. También pueden ser encontrados en agregadores, que tienen acuerdos suscritos con organismos nacionales de normalización (como por ejemplo, genorma.com).
CEN es uno de los tres Organismos Europeos de Normalización y desarrolla normas para un amplio rango de productos, materiales, servicios y procesos. Algunos sectores cubiertos por CEN incluyen los equipos de transporte y servicios asociados, sustancias químicas, construcción, productos de consumo, defensa y seguridad, energía, alimentos y piensos para animales, salud y seguridad, productos y servicios sanitarios, sector digital, maquinaria o servicios. CEN adopta normas de ISO en Europa, a través del prefijo “EN ISO” (ve también Acuerdo de Viena). Las normas de CEN son generalmente mencionados o citados en políticas y legislaciones europeas, como en el caso de CENELEC o ETSI.